# Enquête sociale européenne
Pour les articles homonymes, voir ESS.
L'Enquête sociale européenne (en anglais European social survey ; en abrégé ESS) est une enquête européenne sur les attitudes, les croyances et les comportements des Européens menée tous les deux ans depuis 2002 à l'initiative de la Fondation européenne de la science.